# Emeopedus griseomarmoratus
Emeopedus griseomarmoratus là một loài bọ cánh cứng trong họ Cerambycidae.